# Nostra Signora di Valme

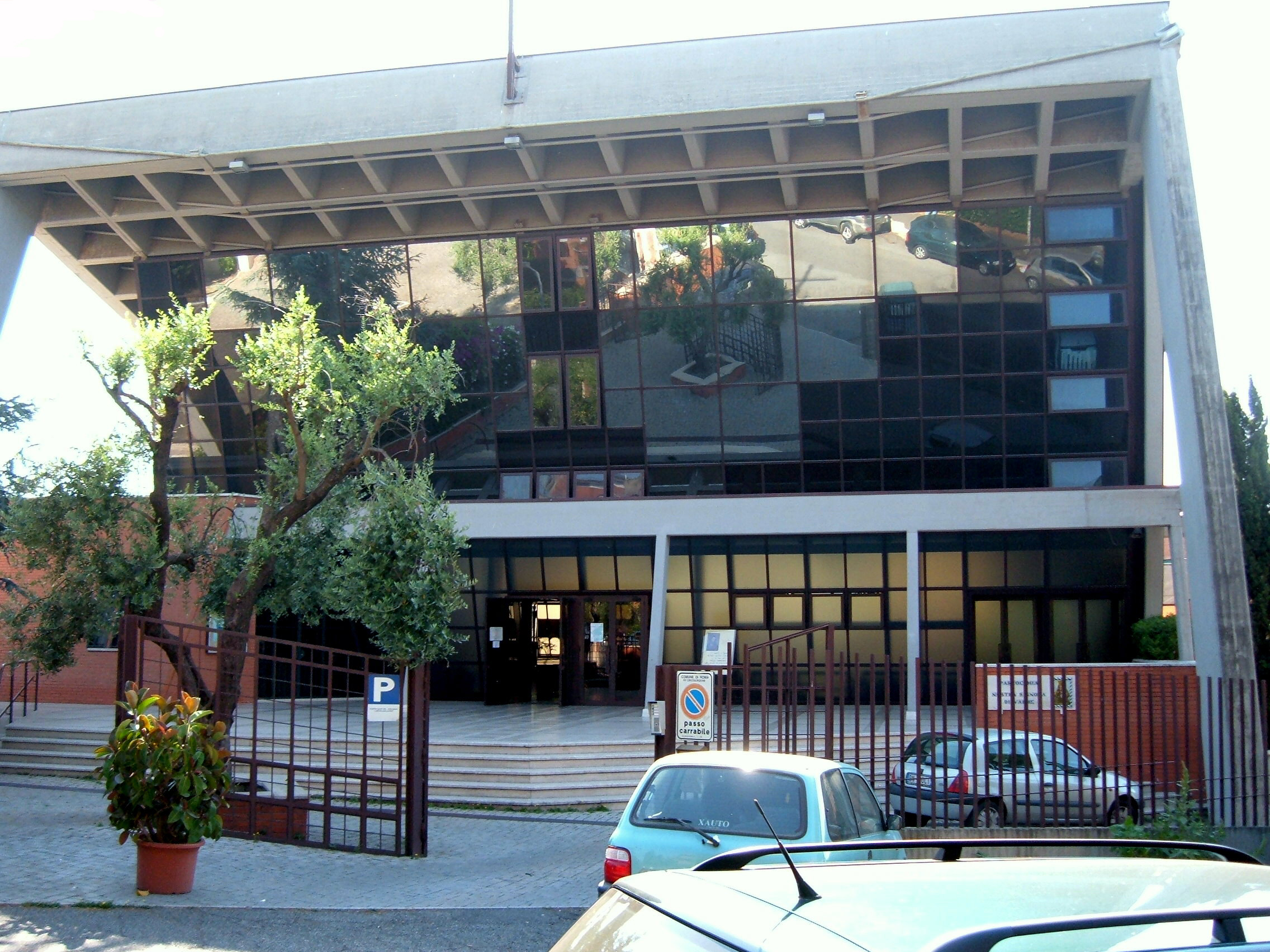
Vista da fachada.

Nostra Signora di Valme é uma igreja de Roma localizada na Via di Vigna Due Torri, 82, no quartiere Portuense. É dedicada a Nossa Senhora sob o título espanhol de Virgen de Valme.

## História

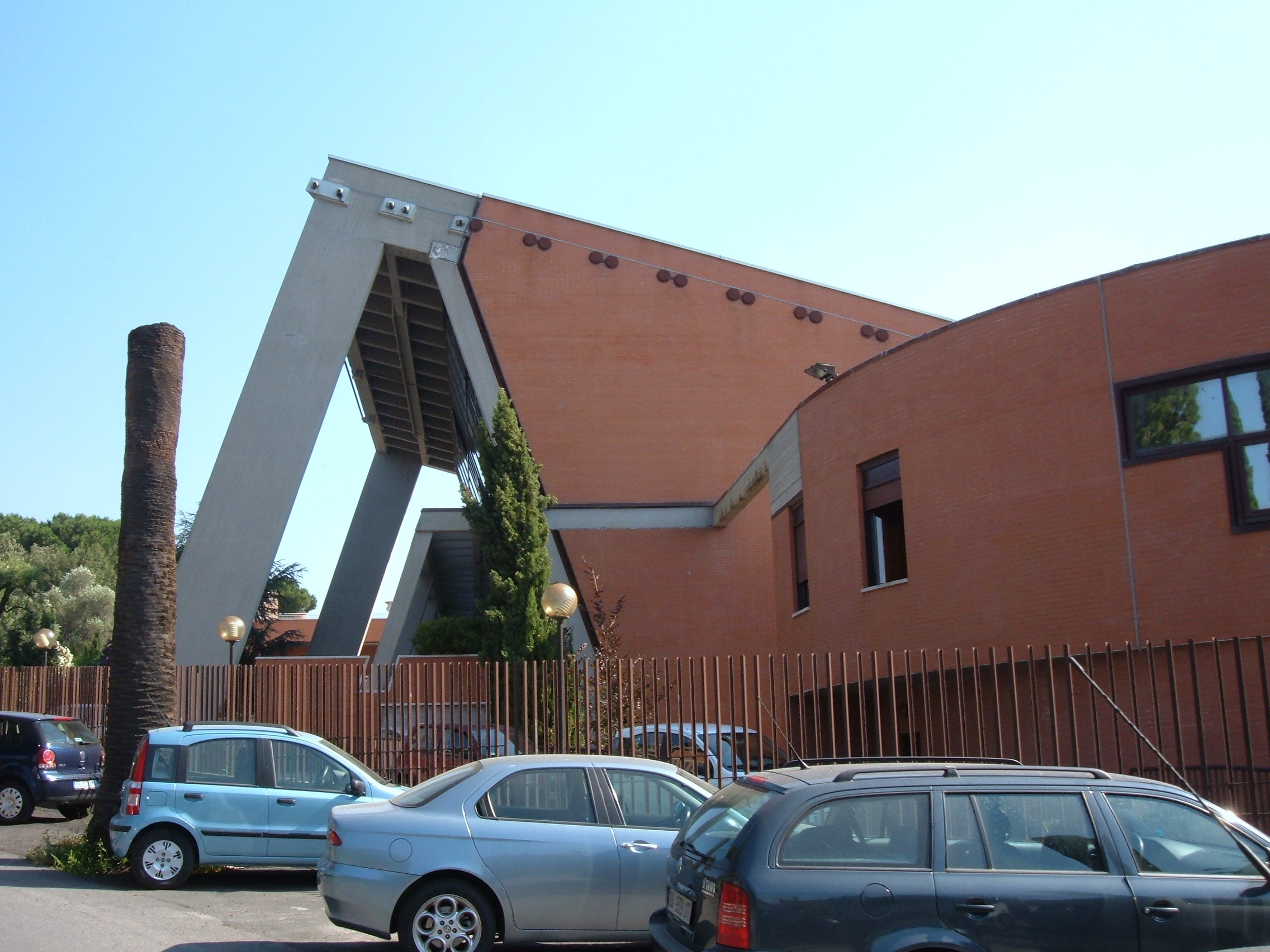
Detalhe da lateral.

Esta igreja foi construída na década de 1990 com base num projeto do arquiteto Spina e inaugurada pelo cardeal Camillo Ruini em 23 de março de 1996. O edifício se caracteriza pela presença de grandes vitrais que iluminam o interior e no altar-mor está um ícone da Virgem de Valme. A igreja, visitada pelo papa São João Paulo II em 16 de dezembro de 1996, é sede de uma paróquia criada em 28 de fevereiro de 1982 através do decreto "A tutti è nota" do cardeal-vigário Ugo Poletti e foi colocada sob os cuidados da congregação Obra da Igreja (em castelhano:  Obra dela Iglesia; em italiano:  Opera della Chiesa).
O nome da igreja deriva do santuário de Nossa Senhora de Valme, situado na cidade espanhola de Dos Hermanas, na Andaluzia. "Valme" significa "ajuda-me".

## Descrição

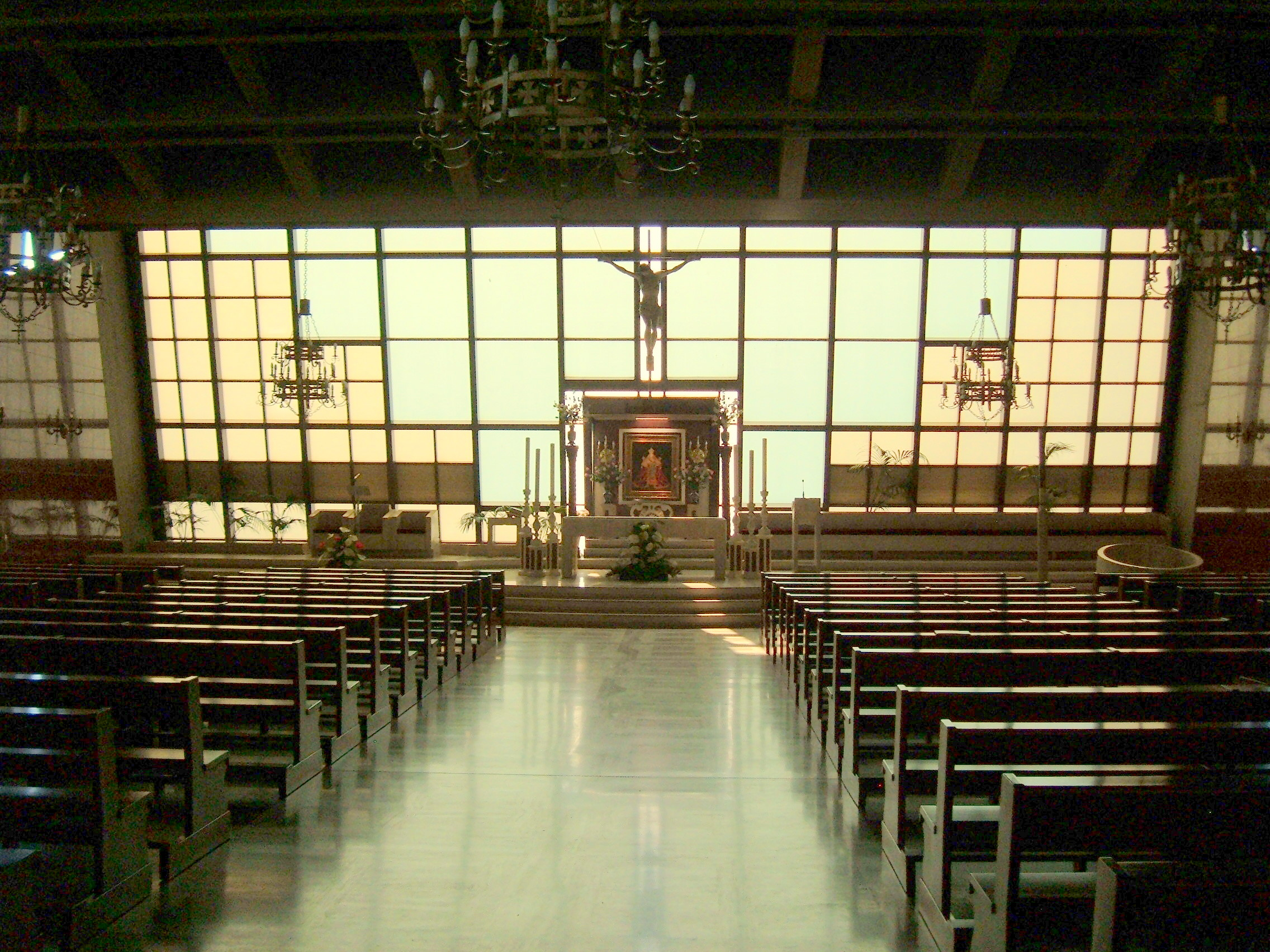
Vista do interior.

A área do altar fica numa plataforma semicircular de calcário polido com três degraus. O altar propriamente dito é uma mesa com quatro pés feita da mesma rocha. O atril, à direita, é formado por duas lajes paralelas de pedra. A pia batismal, à direita depois da plataforma, é um tanque cilíndrico simples de pedra.
A peça de altar costumava ser um ícone da Virgen de Valme, mas, numa reforma recente, ele foi substituído por uma estátua dela. Abaixo está o sacrário, uma impressionante obra de mármore branco em estilo cosmatesco.
A estátua e o sacrário atualmente são iluminados por uma grande janela com vitrais com bordas dentadas e de projeto vagamente medieval. Atrás da estátua está um vitral laranja emoldurado por uma borda redonda amarela e flanqueando-a está um par de anjos em adoração. Seis pequenos tondos com padrões geométricos rodeiam outros dois grandes com representações da fundação do santuário na Espanha. O rei representando é São Fernando III de Leão e Castela, que conquistou Sevilha dos muçulmanos e que tem uma igreja dedicada a ele em Roma, San Ferdinando Re, na zona urbana de Casal Morena.